# フュッセン
フュッセン（ドイツ語: Füssen, ドイツ語発音: [ˈfʏsn̩]）は、ドイツ連邦共和国南東部のバイエルン州シュヴァーベン行政管区のオストアルゴイ郡に属す市である。バイエルン州の最南西部に位置し、ロマンティック街道とヴィア・クラウディア・アウグスタに面している。

## 地理
フュッセンはアルゴイ地方に位置する。市内をレヒ川が流れている。このドナウ川支流はチロル州との国境である市の南境界付近のレヒ渓谷を下り、市域を通って市の北東部に位置するフォルゲン湖に至る。フォルゲン湖は洪水の防止を目的とした人造の湖で、春の融雪水の集水池となっている。十月の中ごろを過ぎると、翌春の融雪に備えてこの湖は排水される。この他、市内にはホプフェン湖、ヴァイセン湖、アルタート湖、エッシャッヒャー池やヴィーデマン池がある。アルタート湖でレヒ川に合流するファウレンバッハ川沿いにはオーバーゼー（上の湖）とミッテルゼー（中の湖）がある。海抜808mに位置するフュッセンは、バイエルン州で最も高い都市である。

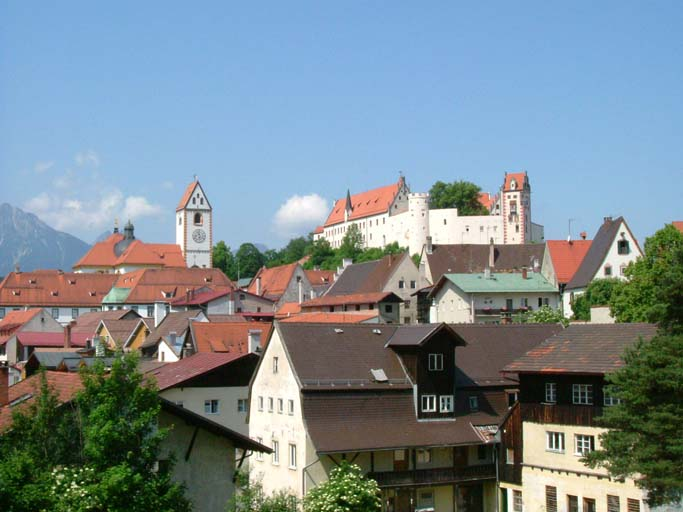
フュッセンの町並み

### 市の構成
本市は、公式には38の地区 (Ort) からなる。
| - バート・ファウレンバッハ - ベーベル - ベンケン - エンツェンスベルク - エルケンボリンゲン - エシャッハ | - フィッシャービヒル - フュッセン - ホプフェン - モース - オーバーキルヒ - ロスモース | - シュヴァルツェンバッハ - ゼー - シュタイクミューレ - フォルダーエック - ヴァイセンゼー - ヴィートマー |

## 歴史
ローマ時代のフュッセンは、「Via Claudia Augusta」というローマ街道の経路上にある入植地であった。このローマ街道を南へ進むとイタリア北部に通じ、北へ進むとローマ帝国のラエティア属州の中心都市へと通じていた。その中心都市はアウグスタ・ヴィンテリコールムと言い、これは現在のアウクスブルクに当たる。古代末期には、アルプスを越える重要な交易路を警備するため、ローマ軍団の一つである第3軍団イタリカの部隊がフュッセンに駐屯した。フュッセンを発掘した結果、5世紀のローマ人の城郭基礎が出土した。おそらく260年にはすでにここにローマの軍事施設があったと推測されている。フュッセンの、当時の「Foetibus」または「Foetes」という名前は、ラテン語で「渓谷」を意味する「Fauces」またはゲルマン語で「麓、足」を意味する fot に由来する。その後集落名は Fozen（1147年）、Fozin（1188年）、Fuozzen（1206年）、Füzzen（1366年）と変遷した後、現在の Füssen（1424年以降）となった。

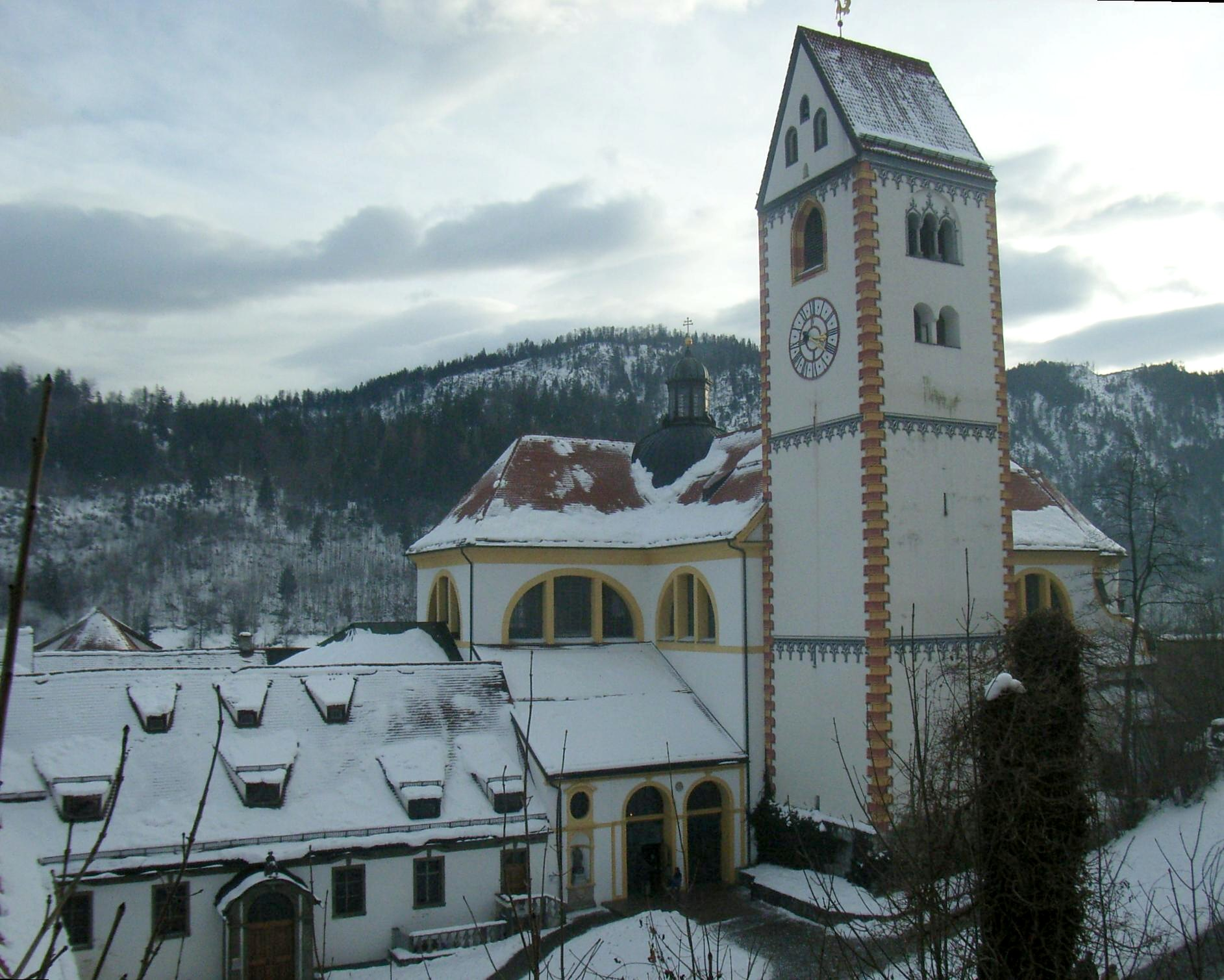
現在の聖マング修道院教会

フュッセンがその守護聖人として崇める聖マング（フュッセンのマグヌス）は、748年にこの集落に庵を設けた。その後修道士が流入し、8世紀にはベネディクト会の聖マング修道院が創設された。聖マングの最初の埋葬地は、彼が建てた小さな教会であった。その後、彼の遺骨は850年に建てられた教会の地下室に移されたが、1100年頃にその遺骨は紛失した。今日では、聖マング修道院教会の地下室の埋葬地を見る事が出来る。聖マングの唯一の遺骨は聖遺物とされ、大祭壇の上のガラスの十字架の中に納められている。同じ十字架の中には彼の杖、胸の十字架、聖杯も納められている。
同じ8世紀頃に、フランク王国の王領が設けられた。代官権は初めヴェルフェン家に属したが、1191年にヴェルフェン家の世襲財産としてシュタウフェン家が購入した。1268年にコッラディーノがナポリで処刑された後、シュヴァーベン公領は帝国に返還された。
その間にレヒ川沿いの入植地は発展を遂げた。13世紀には当時のアルゴイ地方では最大の規模の都市となっていた。都市権の授与がいつであったかは定かではないが、フュッセンを「都市」と表記している1295年の史料が遺されている。
1313年に皇帝ハインリヒ7世は、400マルク銀貨の借金のために、この街と周辺地域をアウクスブルク司教に質入れした。この借金は返済されなかった。皇帝の後継者達は1314年（フリードリヒ美王）、1322年（ルートヴィヒ・フォン・バイエルン）によって、その所有を認められた。カール4世によってアウクスブルク司教に裁判権が移譲されたことで、フュッセン帝国代官管理区は最終的に司教領となった。

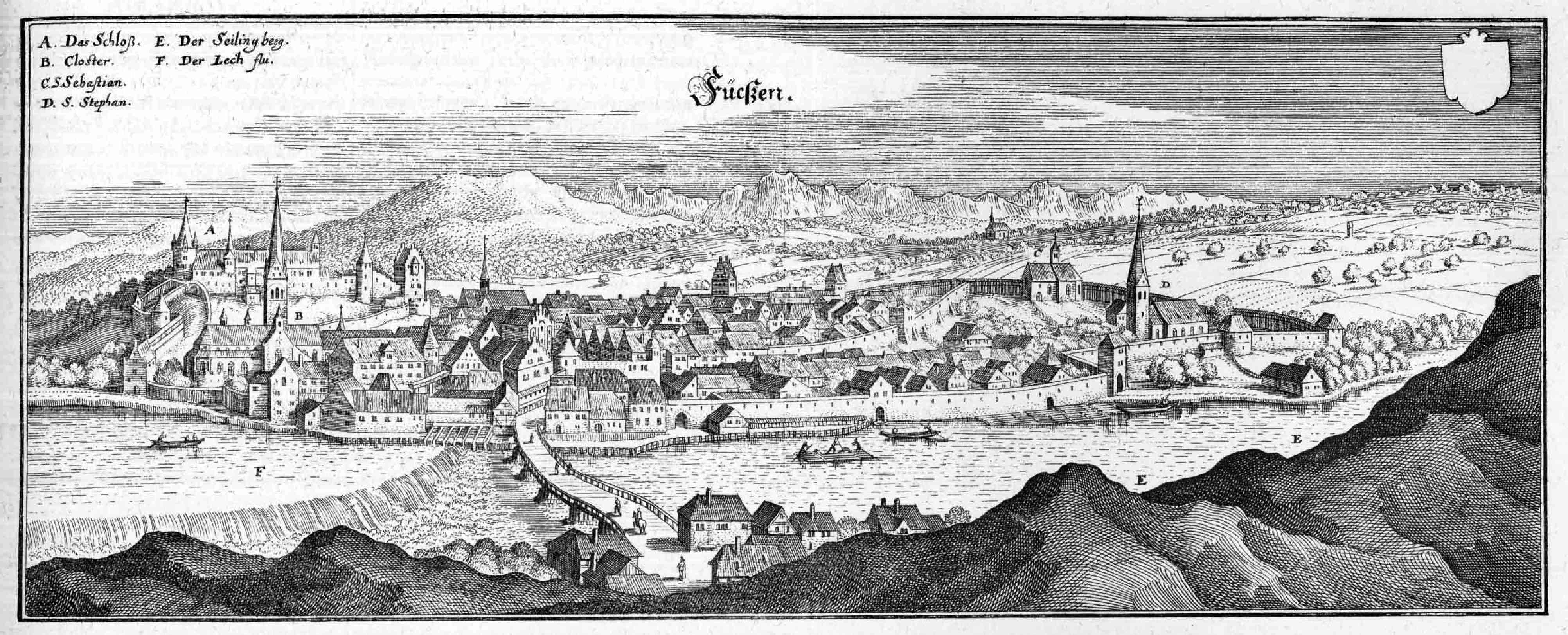
1656年のフュッセン図

1486年から1505年にかけてアウクスブルク司教領主は中世都市の上にホーエ・シュロス（高い城館）を建造した。当時の後期ゴシック様式の城館は、その後は聖界領主の夏の離宮として用いられた。アルゴイ地方では大きな城で、ゴシック建築の城郭建築として大変良く保存されている。フュッセンのランドマークとなっているこの城館は、バイエルン州の絵画コレクションの展示支所となっており、ゴシック様式後期およびルネサンス期の美術品を中心に展示している。カトリックの都市であったフュッセンは、シュマルカルデン戦争の際にはプロテスタントの傭兵隊長ゼバスティアン・シェルトリン率いる高地ドイツ都市軍によって、1546年7月10日に占領された。現在の修道院教会は1701年から1726年に建設された。
1745年4月22日にこの街は、一時的に国際的重要性を獲得した。フュッセン条約でバイエルン選帝侯マクシミリアン3世ヨーゼフはオーストリアに対する相続請求権を放棄し、バイエルンにおける政治権力確立に専念することとなった。バイエルンは、父親の皇帝カール・アルブレヒトが引き起こしたオーストリア継承戦争から離脱した。1782年5月6日、ウィーンからローマへ戻る途中アウクスブルクから到着した教皇ピウス6世はホーエ・シュロスに宿泊した。
1803年の帝国代表者会議主要決議に基づく世俗化の結果、バイエルン選帝侯領の一部となった。例外は、一つはフランチェスコ会修道院で、1803年にドイツ騎士団領となり、1805年になってバイエルン選帝侯領に移された。もう一つは聖マング修道院で、エッティンゲン＝ヴァラーシュタイン侯の城館となり、1806年になって初めてバイエルン領となったのである。
フュッセンは、この地を拠点にしたリュート製作者やヴァイオリン製作者といった特殊な手工業者によって有名となった。フュッセンはヨーロッパにおける職業的ヴァイオリン製作の揺籃の地となったのである。1562年にはヨーロッパで初のヴァイオリン製作者のツンフトが設立された。
第二次世界大戦中は、ダッハウ強制収容所の支所がフュッセンに置かれた。

### 市域の拡大
バート・ファウレンバッハは1921年にフュッセン市に合併した。1978年の市町村再編に伴いホプフェン・アム・ゼーおよびヴァイセンゼーがこの街に合併した。

## 行政

### 市長
2020年からマクシミリアン・アイヒシュテッター (CSU)が市長を務めている。

### 市議会
フュッセン市議会は24議席からなる。

### 姉妹都市
- パレストリーナ（イタリア、ラツィオ州）1972年
- 沼田市（日本、群馬県）1998年
- バルドゥ（ノルウェー、トロムス県）
- ヘレン（アメリカ合衆国、ジョージア州）

## 文化と見所

### 博物館

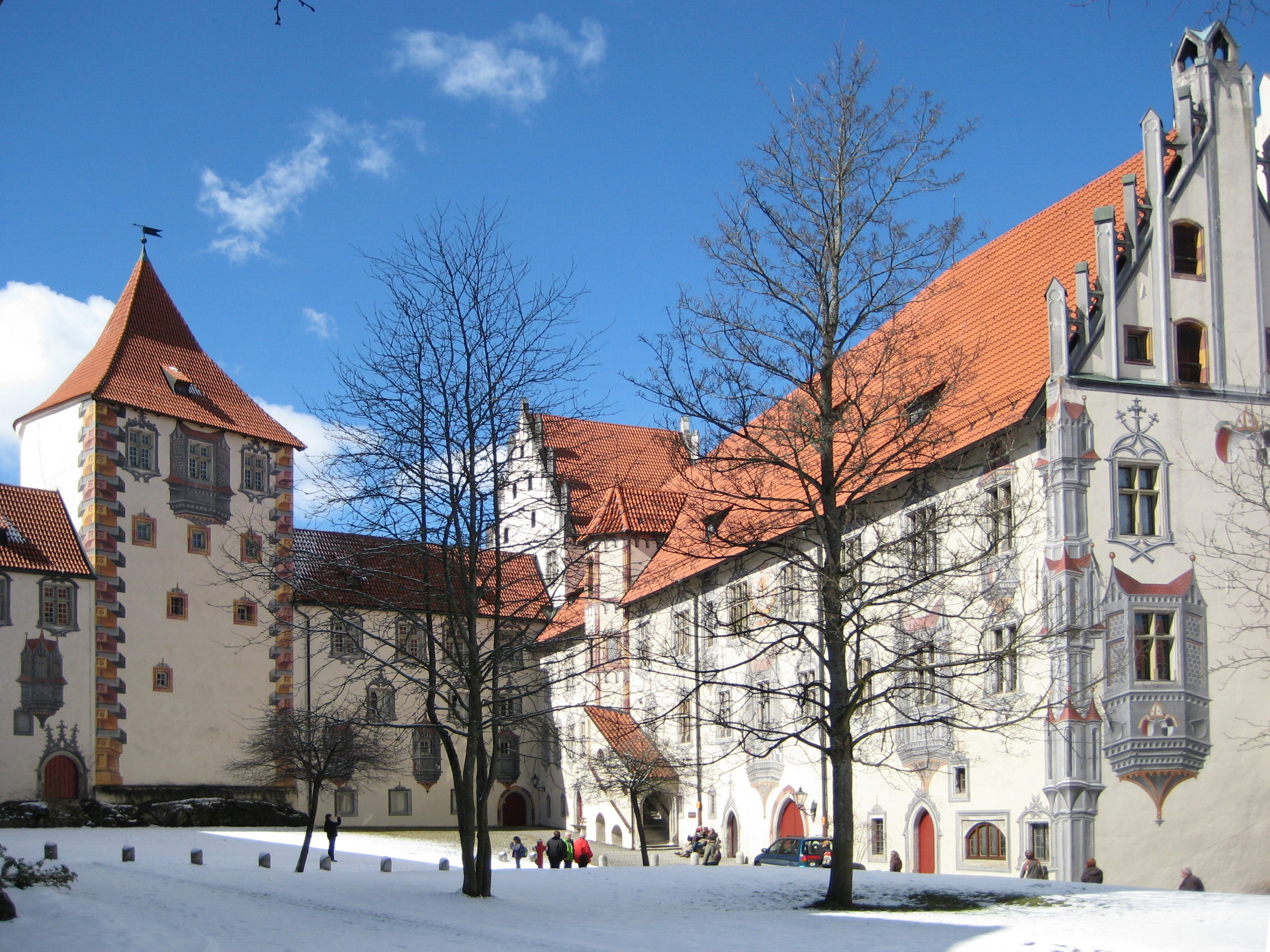
州立ギャラリーと市立絵画ギャラリーが入居しているホーエス・シュロス

#### ホーエス・シュロスの州立ギャラリー
ホーエスシュロス（ホーエス城）は1500年頃完成、かつてアウクスブルク司教領主の夏の居館であった。外壁の窓の周囲には騙し絵が描かれている。
後期ゴシック様式のフュッセン・ホーエスシュロスの北棟にバイエルン州立絵画コレクションの分館ギャラリーがある。ここにはかつてこの城館の部屋を飾っていた後期ゴシック様式のパネル画や彫刻が展示されており、15世紀から16世紀への境目のアルゴイ地方やシュヴァーベン地方の芸術を概観することができる。
特に注目すべきは聖ウルリヒ、聖アフラ、聖ジムペルト、聖母のレリーフが施された格天井を持つ騎士の間である。ハンス・ホルバイン (父) やハンス・ブルクマイアー (父)のステンドグラスは皇帝マクシミリアン1世治下のフュッセンの文化的繁栄を偲ばせる。

#### 市立絵画ギャラリー
ホーエス・シュロスの北棟には市立絵画ギャラリーも入居している。コレクションの重点は19世紀のミュンヘン派の絵画で、カール・シュピッツヴェク、フランツ・デフレッガー、それにフュッセンで亡くなった芸術家のオスカー・フライヴィルト＝リュッツオウ（1862年 - 1925年）らの作品である。
フランツ・グラーフ・フォン・ポッキ（1807年 - 1876年）の家族が保有していた作品は入れ替えで展示されている。
フュッセン市の文化芸術賞受賞者パーシー・リングス（1901年 - 1994年）やゴットフリート・アンドレアス・ヘルマン（1907年 - 2002年）の作品もここで見ることができる。

#### フュッセン市博物館
1913年に設立されていたフュッセン市博物館は、旧ベネディクト会聖マング修道院の南棟に新装オープンした。
この博物館の重点は、この建物自体である。聖マング修道院の重要な点は、それがバロック様式による総合芸術というコンセプトを有する点と、同時にそれでありながら中世の施設を保存しているという点にある。修道院の主要部分は博物館の周囲に接続している。中世の回廊部分から、1602年ヤーコプ・ヒーベラー作の有名な『フュッセンの死の舞踏』を含むアンナ礼拝堂が発掘された。市の歴史コーナーでは、フュッセンのリュート製作、ヴァイオリン製作の歴史が解説されている。
この他にルートヴィヒ2世が構想したものの、実際には建設されなかったファルケンシュタイン城をヴァーチャルに訪れるコーナーもある。

### 建築
- ホーエス・シュロス・フュッセン

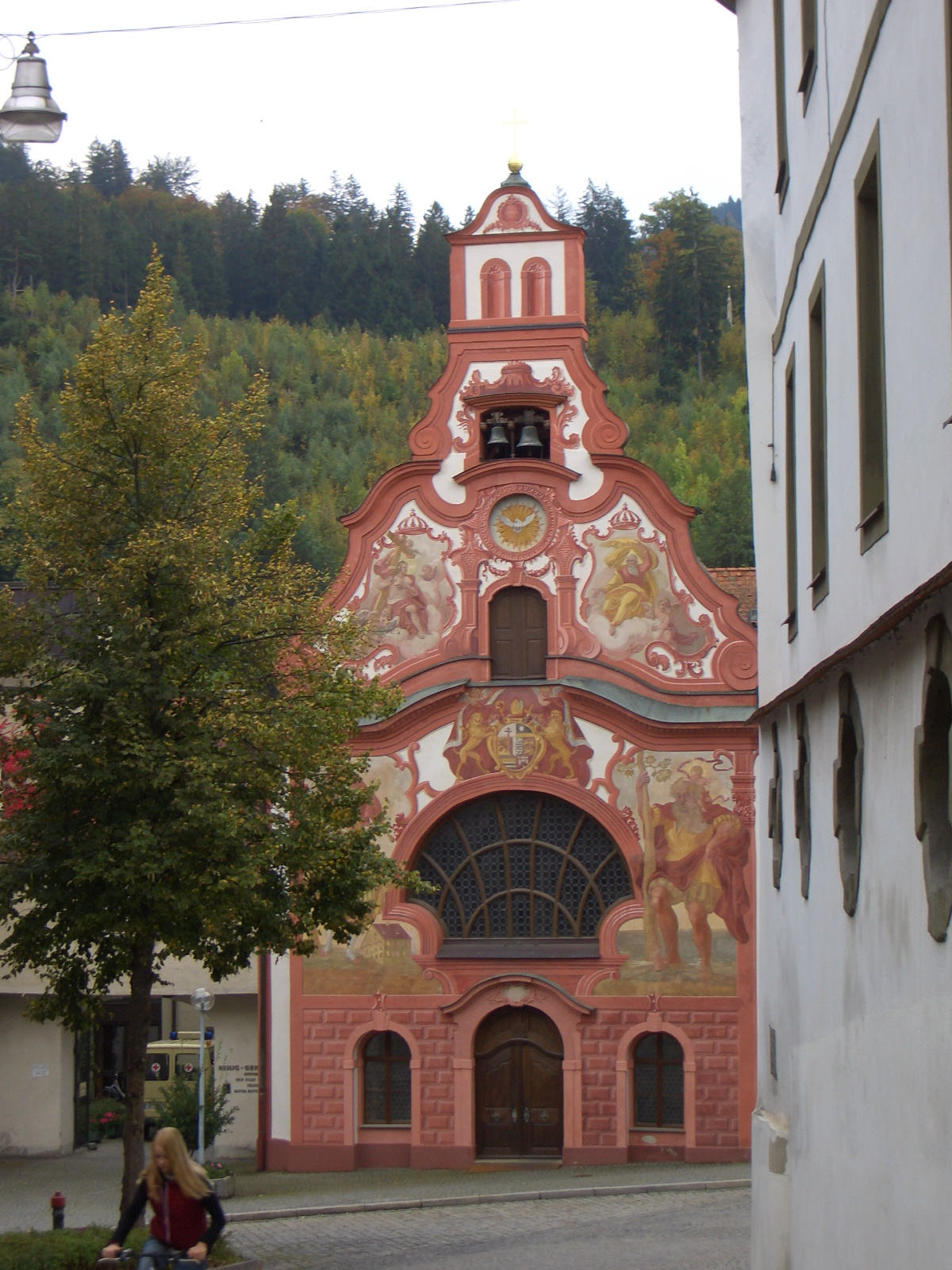
聖霊施療教会

- フュッセン聖マング修道院: 旧ベネディクト会の聖マング修道院は750年頃の聖マグヌスの活動を起源とする。現在のバロック建築の修道院は1697年から1726年に建造されたものである。イタリア風のシンメトリックなバロック建築は地元の建築家ヨハン・ヤーコプ・ヘルコマー（1652年 - 1717年）の設計によるものであるが、この建築には特にヴェネツィアからの影響が見られる。この建物のハイライトは豊かな化粧漆喰とフレスコを備えた「フュルステンザール」である。この内装はアンドレア・マイニが設計し、ケンプテンの宮廷画家フランツ・ゲオルク・ヘルマンが製作したものである。この内容豊かな造形プログラムはフュッセンにおける聖界・俗界の中心としてのこの修道院の重要さを強調するものである。
- フュッセン音楽劇場（旧ノイシュヴァンシュタイン音楽劇場）: ノイシュヴァンシュタイン城を望む。
- 山の聖母教会: レヒ川の対岸に建つこの教会は1682年から1683年にヨハン・シュムーツァーによって建設された。内陣の礼拝堂は1854年に建設されたもので、フュッセンのカルヴァリ山巡礼路の出発点である。
- クリップ教会: 1717年建造のほっそりとした単廊の建物はヨハン・ゲオルク・フィッシャーの作品である。
- 聖ゼバスティアン墓地教会: 元々市の東部にあった1507年建造の内陣に、1721年から1725年にヨハン・ゲオルク・フィッシャーが幅広のホール式長堂を増築したものである。
- 聖ウルリヒ・聖アフラ教会: この平屋の華奢な建物は1724年から1725年に建設された。
- フランシスコ教会: 1763年から1767年に建設されたフランシスコ会修道院の修道院教会はロココの調度を備えている。
- 聖霊施療教会: この教会は1748年から1749年にフランツ・カール・フィッシャーが築造したオリジナルの建物である。ファサードにはフレスコが描かれている。

- フランシスコ会修道院教会
- フュッセン音楽劇場

### スポーツ
フュッセンは国内外で成功した地元のアイスホッケー・クラブ EVフュッセンによってドイツ全土で知られている。

### 映画
映画「大脱走」でスティーブ・マックイーンが演じた有名なバイクのシーンは、この街と街の付近で撮影された。

### 聖マングの祭日
聖マングの祭日は9月6日である。この日は聖ミサが挙行され、旧市街を通る松明の明かりに沿って多くの人々が進む。この祭日の週の間だけ特別な「マグヌスワイン」が売られる。これは500瓶しか生産されていない。2008年産のものは南チロルで生産され、それは「良い香り、素朴でフルーティ」と形容されている。

## 経済と社会資本
現在フュッセン地域は、「ケーニヒスヴィンケル」として知られる観光の中心地となっている。すぐ近くには王の城館であるノイシュヴァンシュタイン城やホーエンシュヴァンガウ城があり、鉄道で到着した観光客の多くはフュッセン駅でバスの73・78号線に乗り換える。フォルゲン湖畔にある劇場ではルートヴィヒ2世のミュージカルが上演されている。

## 人物

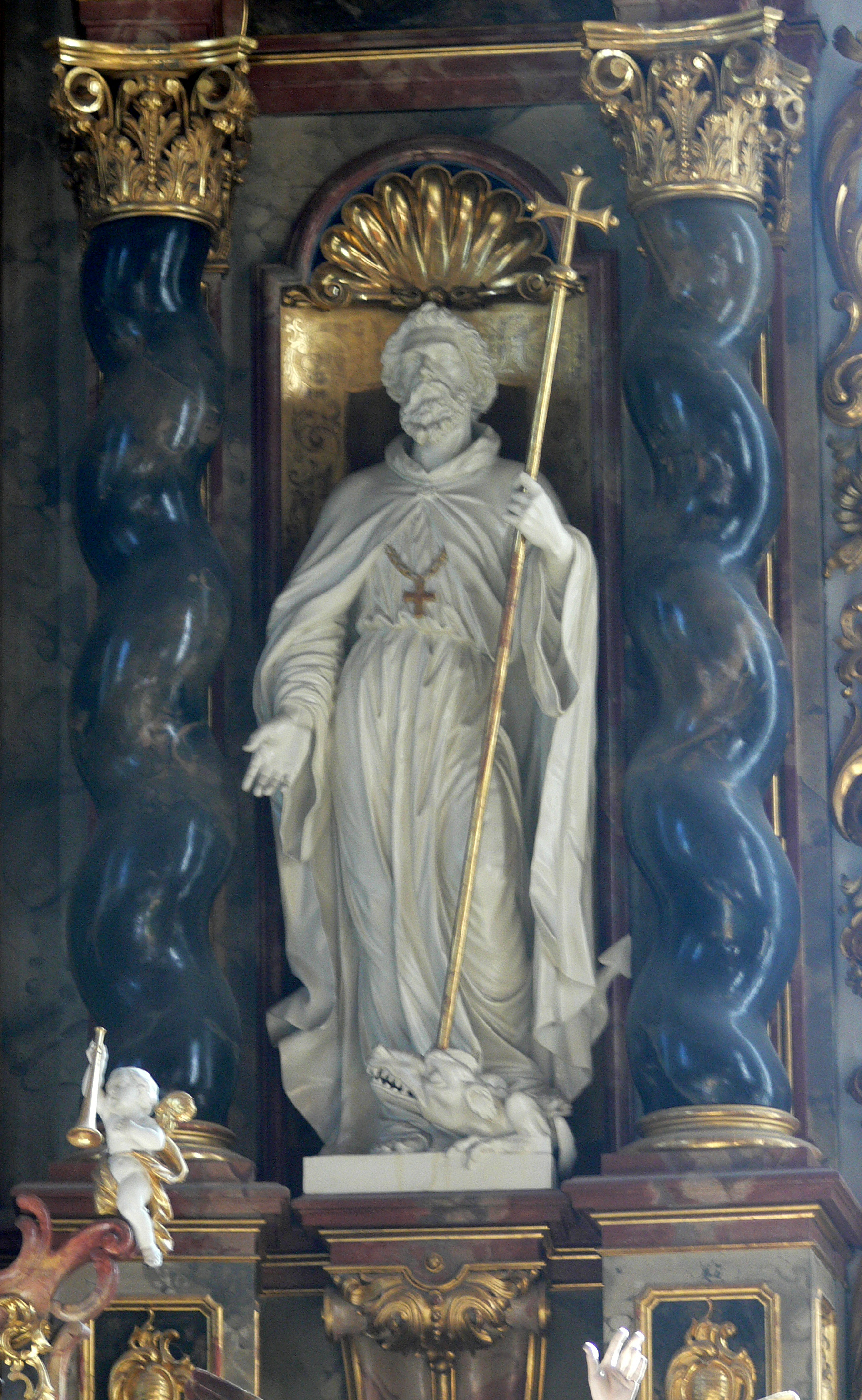
聖マグヌス像

### 出身者
- フュッセンのマグヌス（生年不詳 - 750年頃）隠修士、聖人
- フランツ・クサヴァー・ゼーロス（1819年 - 1867年）宣教師、福者
- マックス・ケーゲル（1895年 - 1946年）フロッセンビュルク強制収容所所長
- ハンス・シュヴァイガー（1949年 - ）映画監督
- ギュンター・フェルク（1952年 - ）画家、彫刻家、写真家
- アンドレアス・カップ（1967年 - ）カーリング選手
- ウルリヒ・カップ（1971年 - ）カーリング選手
- ミヒャエル・グライス（1976年 - ）バイアスロン選手

### ゆかりの人物
- エデュアルト・ディートル（1890年 - 1944年）第二次世界大戦時の陸軍上級大将
- アンドレイ・ウラシェンコ（1974年 - ）フィギュアスケート選手

## 引用
1. ↑  https://www.statistikdaten.bayern.de/genesis/online?operation=result&code=12411-003r&leerzeilen=false&language=de Genesis-Online-Datenbank des Bayerischen Landesamtes für Statistik Tabelle 12411-003r Fortschreibung des Bevölkerungsstandes: Gemeinden, Stichtag (Einwohnerzahlen auf Grundlage des Zensus 2011)
2. ↑  Max Mangold, ed (2005). Duden, Aussprachewörterbuch (6 ed.). Dudenverl. p. 346. ISBN 978-3-411-04066-7
3. ↑  Bayerische Landesbibliothek Online
4. ↑  “Bürgermeisterwahl - Stichwahl Bürgermeister Füssen 2020”. 2021年4月10日閲覧。